# Otto Dikreiter
Otto Dikreiter (* 12. November 1899 in Ludwigshafen am Rhein; † 13. Juli 1990 in Hamburg) war ein deutscher Verleger und Herausgeber.

## Leben
Dikreiter war der Sohn des SPD-Politikers und Journalisten Heinrich Georg Dikreiter und Bruder des Malers Heiner Dikreiter.
Er arbeitete in Würzburg, Hannover, Konstanz und Bremen im Buchhandel, bis er von 1928 bis 1938 Verlagsleiter und Prokurist bei Gräfe und Unzer in Königsberg wurde. In Königsberg gründete er dann 1938 im Hause der Graphischen Kunstanstalt den Kanter-Verlag. Er gab zahlreiche Bücher heraus, die teils hohe Auflagen erreichten. Nach Flucht und Ende des Zweiten Weltkrieges veröffentlichte er im eigenen Otto-Dikreiter-Verlag in Überlingen, Frankfurt am Main und Berlin; später lebte er in Hamburg.
Im Jahr 1935 war er in Königsberg Honorarkanzler des österreichischen Konsulats.
Seit 1926 war er mit Hanna Hillebrandt verheiratet.

## Veröffentlichungen (Auswahl)
Als Herausgeber
- [Friedrich Löffler, Sergeant.] Ein Deutscher hilft die Welt erobern. 1787–1819. Stuttgart 1937
- Das alte Schatzkästlein. Kalendergeschichten und Anekdoten aus alten Zeiten zur Erheiterung und Erbauung. Königsberg (Ostpr.) 1944
- Da Gott nicht alles allein machen wollte, schuf er Mütter. Ein Dank an die Mütter. Freiburg/Breisgau [1955]
- Du und dein Pferd. Ein anmutiges, belehrendes und ergötzliches Brevier für Reiter, Pferdefreunde und solche, die es werden wollen. München, 115. Tsd. [ca. 1955]
- mit Martin A. Borrmann: Leben in Ostpreussen : Erinnerungen aus 9 Jahrzehnten, Gräfe und Unzer Verlag, München 1963, DNB-Link
- mit Marion Lindt: Das Hausbuch des ostpreußischen Humors. München 1965, Taschenbuch Reinbek 1977